# Ciclismo nos Jogos Olímpicos de Verão de 2012 - Cross-country masculino
A prova de cross-country masculino do ciclismo nos Jogos Olímpicos de Verão de 2012 foi disputada em 12 de agosto no circuito montando em Hadleigh Farm.

## Calendário
Horário local (UTC+1)
| Dia          | Horário | Fase  |
| ------------ | ------- | ----- |
| 12 de agosto | 13:30   | Final |

## Medalhistas
| Ouro   | CZE Jaroslav Kulhavý      |
| Prata  | SUI Nino Schurter         |
| Bronze | ITA Marco Aurelio Fontana |

## Resultados

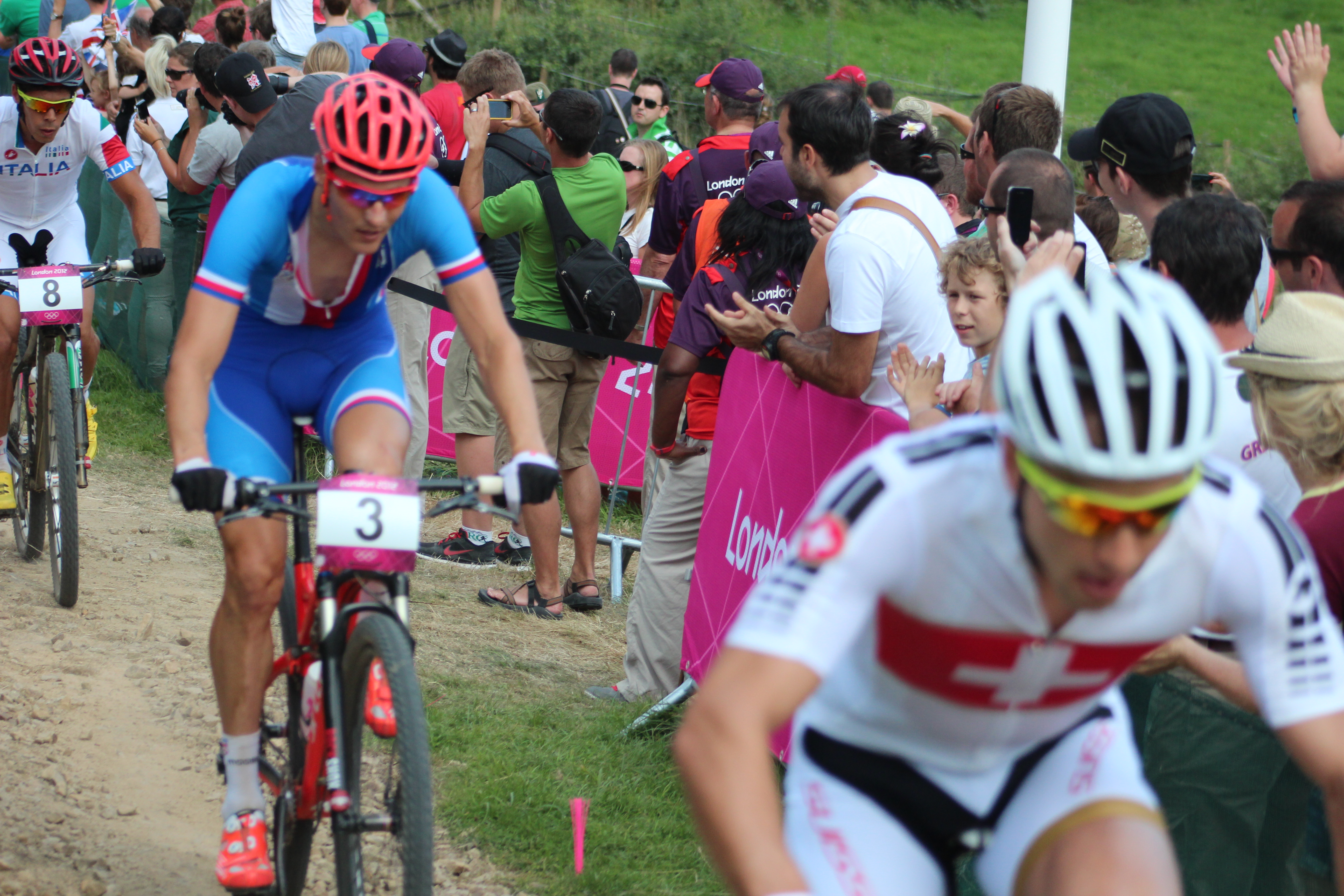
Os medalhistas Nino Schurter, Jaroslav Kulhavý e Marco Aurelio Fontana durante a prova.

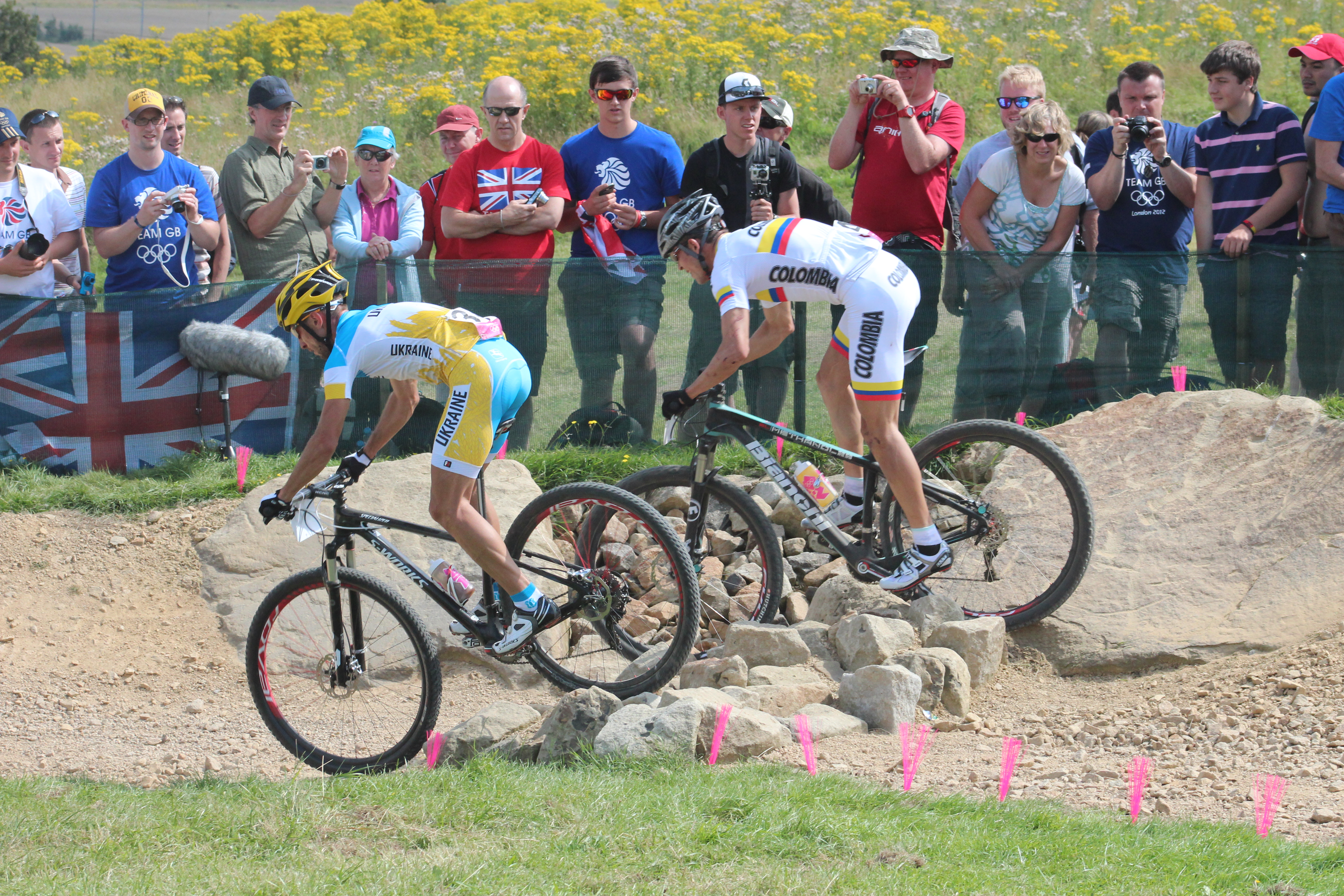
Serhiy Rysenko e Héctor Páez em um trecho do percurso com obstáculos.

Cinquenta ciclistas estavam inscritos, mas apenas 47 iniciaram o percurso sendo que 42 deles completaram a prova.
| Pos.              | Ciclista                      | Tempo   |
| ----------------- | ----------------------------- | ------- |
| Medalha de ouro   | CZE Jaroslav Kulhavý          | 1:29:07 |
| Medalha de prata  | SUI Nino Schurter             | 1:29:08 |
| Medalha de bronze | ITA Marco Aurelio Fontana     | 1:29:32 |
| 4                 | ESP José Antonio Hermida      | 1:29:36 |
| 5                 | RSA Burry Stander             | 1:29:37 |
| 6                 | ESP Carlos Coloma Nicolás     | 1:30:07 |
| 7                 | GER Manuel Fumic              | 1:30:31 |
| 8                 | CAN Geoff Kabush              | 1:30:43 |
| 9                 | AUT Alexander Gehbauer        | 1:31:16 |
| 10                | USA Todd Wells                | 1:31:28 |
| 11                | FRA Stéphane Tempier          | 1:31:30 |
| 12                | CZE Jan Škarnitzl             | 1:31:48 |
| 13                | ITA Gerhard Kerschbaumer      | 1:32:02 |
| 14                | CZE Ondřej Cink               | 1:32:16 |
| 15                | USA Samuel Schultz            | 1:32:29 |
| 16                | POL Marek Konwa               | 1:32:41 |
| 17                | NED Rudi van Houts            | 1:32:53 |
| 18                | SUI Ralph Näf                 | 1:32:58 |
| 19                | BEL Kevin van Hoovels         | 1:33:01 |
| 20                | AUT Karl Markt                | 1:33:18 |
| 21                | AUS Daniel McConnell          | 1:33:22 |
| 22                | ESP Sergio Mantecón Gutiérrez | 1:33:46 |
| 23                | POR David Rosa                | 1:33:50 |
| 24                | BRA Rubens Donizete           | 1:34:23 |
| 25                | SUI Florian Vogel             | 1:34:36 |
| 26                | ARG Catriel Soto              | 1:35:13 |
| 27                | JPN Kohei Yamamoto            | 1:35:26 |
| 28                | COL Héctor Páez               | 1:36:02 |
| 29                | FRA Jean-Christophe Péraud    | 1:37:07 |
| 30                | NAM Marc Bassingthwaighte     | 1:37:17 |
| 31                | UKR Sergiy Rysenko            | 1:37:32 |
| 32                | POL Piotr Brzózka             | 1:38:37 |
| 33                | GRE Periklis Ilias            | 1:38:51 |
| 34                | GER Moritz Milatz             | 1:38:59 |
| 35                | RSA Philip Buys               | 1:40:11 |
| 36                | CRC Paolo Montoya             | 1:41:19 |
| 37                | RUS Evgeniy Pechenin          | 1:41:40 |
| 38                | HKG Chan Chun Hing            | 1:41:59 |
| 39                | RWA Adrien Niyonshuti         | 1:42:46 |
| 40                | CYP Marios Athanasiadis       | 1:43:25 |
| –                 | CHN Tong Weisong              | LAP     |
| –                 | GUM Derek Horton              | LAP     |
| –                 | BEL Sven Nys                  | DNF     |
| –                 | CAN Max Plaxton               | DNF     |
| –                 | HUN András Parti              | DNF     |
| –                 | FRA Julien Absalon            | DNF     |
| –                 | GBR Liam Killeen              | DNF     |
| –                 | GER Robert Förstemann         | DNS     |
| –                 | NED Michael Vingerling        | DNS     |
| –                 | NZL Sam Bewley                | DNS     |